# Cocadictos
Cocadictos est un groupe de punk rock espagnol, originaire de Saragosse. Il est formé en 1981 et séparé en 1985. Cocadictos retrace ses origines dans un groupe local appelé Cadáveres Aterciopelados, actif depuis 1981, et considéré par la presse comme l'une des premières formations de punk rock de Saragosse. Le groupe, après avoir changé de chanteur en 1983, est rebaptisé Alma y los Cadáveres, changeant de nom peu après, la même année, pour Cocadictos. Avec IV Reich et Parásitos, ils sont le groupe de punk le plus connu de leur ville durant la première moitié des années 1980.

## Biographie
Cocadictos retrace ses origines dans un groupe local appelé Cadáveres Aterciopelados, qui est décrit comme « l'un des premiers groupes de punk formé à Saragosse. » Ce groupe est formé à l'été 1981, et définit son style musical de « rock pankero pastoso ». La formation incluent les adolescents Ignacio Devizio (voix, guitare), José Manuel Díez (alias Mata ou Matanegros ; guitare, paroles), Fernando García Munera (guitare et batterie), Pascual García Munera (basse) et Julio (batterie) et, en plus de reprendre des morceaux britanniques (Organized Crime) et Sex Pistols, ils comprennent un répertoire relativement large de leurs propres morceaux (Caca pa los ricos, Monstruosidad, Nos pisotearán, etc.), qu'ils jouent  lors de divers concerts à Saragosse et dans ses environs. À un certain moment, Julio est remplacé par Fernando García Munera.
En mai 1983, le chanteur Ignacio quitte le groupe pour effectuer son service militaire ; auparavant, la chanteuse Alma, (surnommée Coca), avait rejoint le groupe en tant que deuxième chanteuse, mais les circonstances feront d'elle la principale chanteuse, un changement qui s'accompagne de la transformation du nom du groupe en Alma y los Cadáveres. Avec ce nom, le groupe enregistre une démo ; mais ils changent de nouveau de nom la même année, cette fois pour Cocadictos. Selon le groupe, son nom est extirpé du surnom de son chanteur « Coca ». En août 1983, Alma « Coca » se rend à Madrid avec la première démo du groupe en vue d’obtenir un contrat avec le label indépendant Spansuls Records. L'arrivée de Coca coïncide avec celle d'Eskorbuto, un groupe qui a publié sur ledit label et s'est installé dans la capitale espagnole pour donner un concert.
En plus de changer de chanteur et de nom, le groupe adopte un autre style musical durci et accéléré, conformément à l’évolution du punk britannique (Street punk : GBH, Abrasive Wheels, Vice Squad...), américain (Dead Kennedys). et national. Entre la fin de 1983 et le début de 1984, ils enregistrent une autre démo, avec à la production Curro Fatás, de Puturrú de Fuá. La démo comprend les morceaux les plus connus du groupe : Fieles siempre al vicio, Estoy hasta las tetas, Un porvenir oscuro, et Pereceremos en la depresión. 
En mars 1984, ils participent au festival Muestra de Pop Rock y Otros Rollos de Saragosse, un événement qui fait surgir une compilation de quatre cassettes et un livret, dont la chanson Juan Pablo II y amigos de Cocadictos, enregistrée en direct, qui sera la seule publication « officielle » du groupe au cours de sa brève existence. Entre 1983 et 1985, ils donnent de nombreux concerts dans leur ville et sa région, souvent chaotiques, jouant avec des groupes comme UVI, IV Reich, et Los Ilegales. Cocadictos se sépare finalement en 1985. 
Après la séparation, JM Díez fait partie du groupe Tres Años de Pena, parmi lesquels figurent également Enrique Bunbury, avant d'atteindre la célébrité avec Heroes del Silencio. En 2014, Bazofia Records réédite les morceaux du groupe en format vinyle.

## Membres
- Alma « Coca » - chant
- J.M. « Mata » Díez - guitare
- Pascual García - basse
- Fernando García Munera - batterie

## Discographie
- 1983 : Demo
- 1984 : Demo
- 1984 : Muestra de pop-rock y otros rollos de Zaragoza (Xirivella Records)
- 2000 : Hasta el final. 20 años de punk
- 2003 : Cocadictos (démo ; Bazofia Records)